# Getreideverbrennung

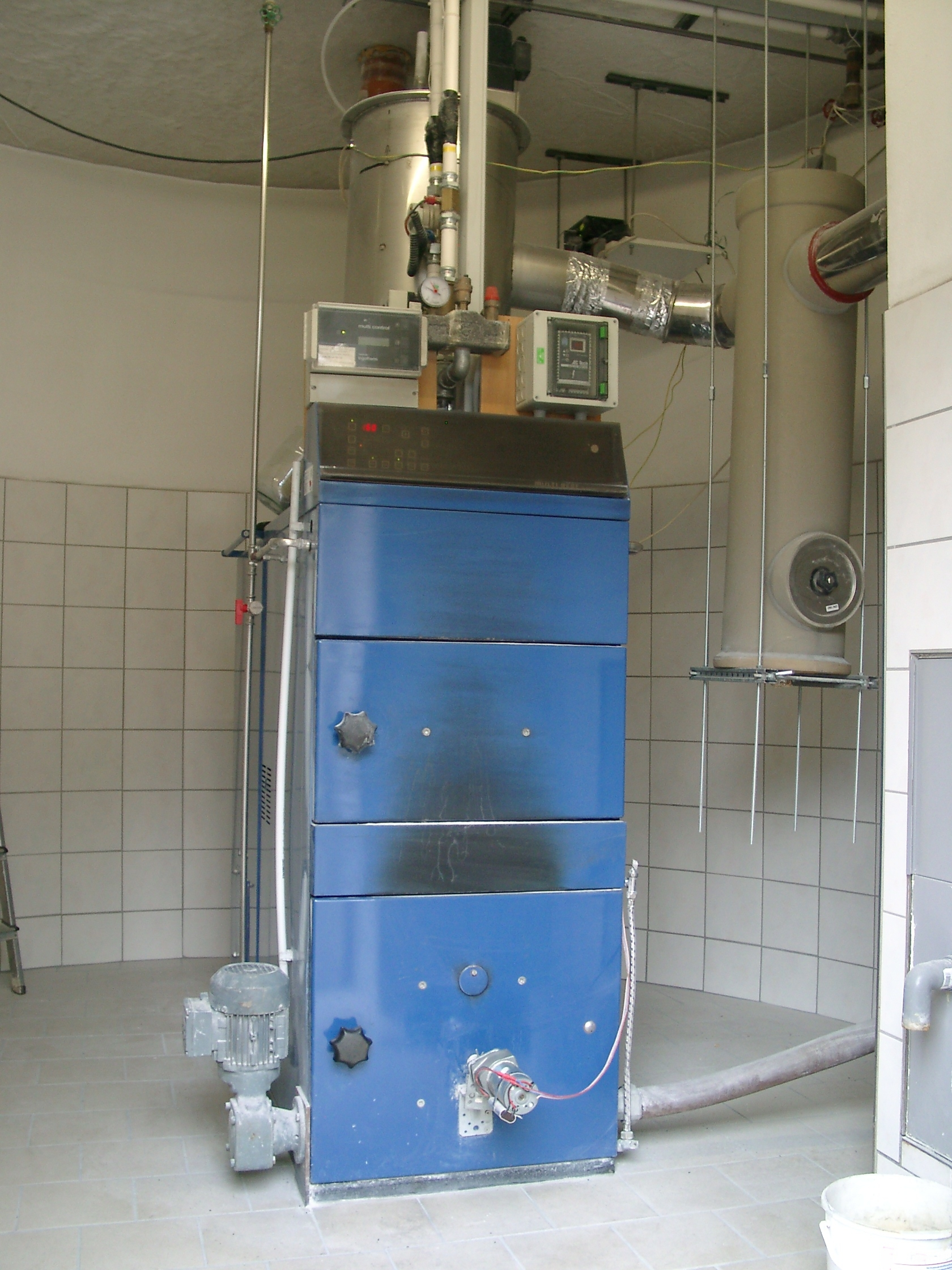
Getreideheizungskessel auf einem landwirtschaftlichen Betrieb (22 kW, Hersteller: BAXI)

Als Getreideverbrennung bezeichnet man den Einsatz von Getreide als Brennstoff zum Zweck der Gewinnung von Energie.
Zu unterscheiden ist zwischen der Verbrennung von sogenanntem Ausputz- bzw. Minder- und Verwurfgetreide als nur beschränkt oder gar nicht als Lebens- oder Futtermittel verwendbarem Getreide und der Verbrennung von für diesen Zweck als Energiepflanze angebautem Getreide. Während ersteres mit der in 01/2010 in Kraft tretenden novellierten Verordnung über kleine und mittlere Feuerungsanlagen (1. BImSchV) als Regelbrennstoff in bestimmten Einsatzbereichen zulässig ist, wird letzteres derzeit in Deutschland nicht praktiziert.
Aufgrund rechtlicher und technischer Probleme sowie wegen ethischer Bedenken wird die Getreideverbrennung im deutschsprachigen Raum derzeit nur eingeschränkt praktiziert.

## Hintergrund
Mitte der 1990er Jahre lagen die Weltmarktpreise für Getreide um 60 bis 80 € pro Tonne und damit teilweise unterhalb der Produktionskosten in Europa. Zugleich waren die Öl- und Erdgaspreise so hoch, dass die Getreideproduktion für Verbrennungszwecke sich wirtschaftlicher erwies als für die Lebensmittelproduktion. In dieser Situation gingen einige Bauern dazu über, Getreide in Pelletheizungen zu verfeuern.
Beispielhaft angeführt wurde (im Jahr 2005) die Formel:

„Der Verkauf an Getreidemühlen bringt nur einen Gewinn von einem Cent je Kilogramm Getreide ein. […] Bei einem Heizölpreis von 45 Cent je Liter Heizöl läge der äquivalente Getreidepreis – – 2,5 Kilogramm Getreide ersetzen einen Liter Heizöl – bei 18 Cent je Kilogramm, der Erlös bei 9 Cent je Kilogramm.“

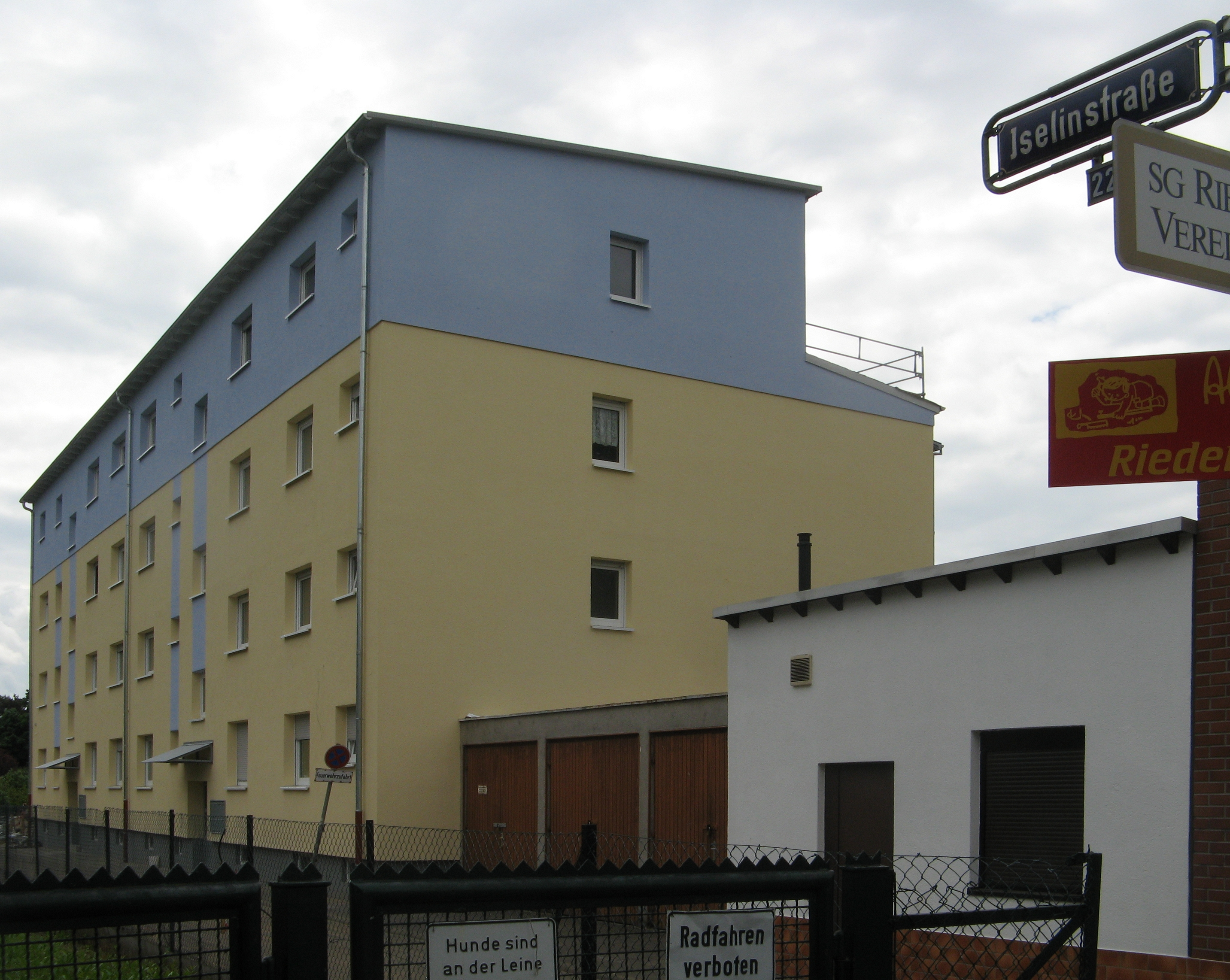
Das erste alleine mit Getreide beheizte Wohnhaus Deutschlands in Frankfurt am Main

Ein anfangs ebenfalls ins Auge gefasster Anbau von Getreide zur rein energetischen Nutzung konnte sich jedoch nicht etablieren, derzeit zielen alle Nutzungen auf die Verfeuerung des Getreideausputzes ab. Ausschlaggebend waren dabei die wieder steigenden Getreidepreise auf dem Weltmarkt, die eine Verfeuerung wiederum unwirtschaftlich werden ließen, aber auch ethische Bedenken.
Der Hauptvorteil von Getreide als Brennstoff gegenüber zahlreichen anderen biogenen Brennstoffen ist die zu seiner Erzeugung und Verarbeitung bereits vorhandene Infrastruktur. Die vorhandenen Kenntnisse um seinen Anbau und die Vielfalt von Arten und Sorten, die an die verschiedensten Boden- und Klimaansprüche angepasst sind, sind von Vorteil gegenüber zahlreichen, weniger weit als Nutzpflanze erschlossenen Pflanzen.[Quelle?]
Im Vergleich zum Holz, dem am weitesten verbreiteten biogenen Brennstoff, sind insbesondere der geringe notwendige Lagerraum sowie die hohe Schüttdichte bei gleichzeitig hohem Brennwert vorteilhaft. Entsprechende Anlagen können klein dimensioniert sein und doch effektiv betrieben werden.
Ein Pilotprojekt zum Einsatz von Getreide als Heizstoff für Wohnraum lief Anfang 2007 in einem Mehrfamilienwohnhaus-Komplex aus 24 Wohnungen in der Frankfurter Riederwald-Siedlung an. Erstmals wird Getreide hier außerhalb des Agrar-Bereichs als Brennstoff einer Heizung verwendet.

## Technische Grundlagen
Die Verwendung von Getreide als Brennstoff in großen Anlagen (z. B. Heizkraftwerke, Müllverbrennungsanlagen) oder zur Einspeisung in das Stromnetz ist für Landwirte als Erzeuger nicht rentabel. Daher fokussiert sich die Entwicklung derzeit auf dezentrale Anlagen zwischen 15 und 100 kW, sogenannte Kleinfeuerungsanlagen, die zur Versorgung der Höfe beitragen.

### Brenntechniken

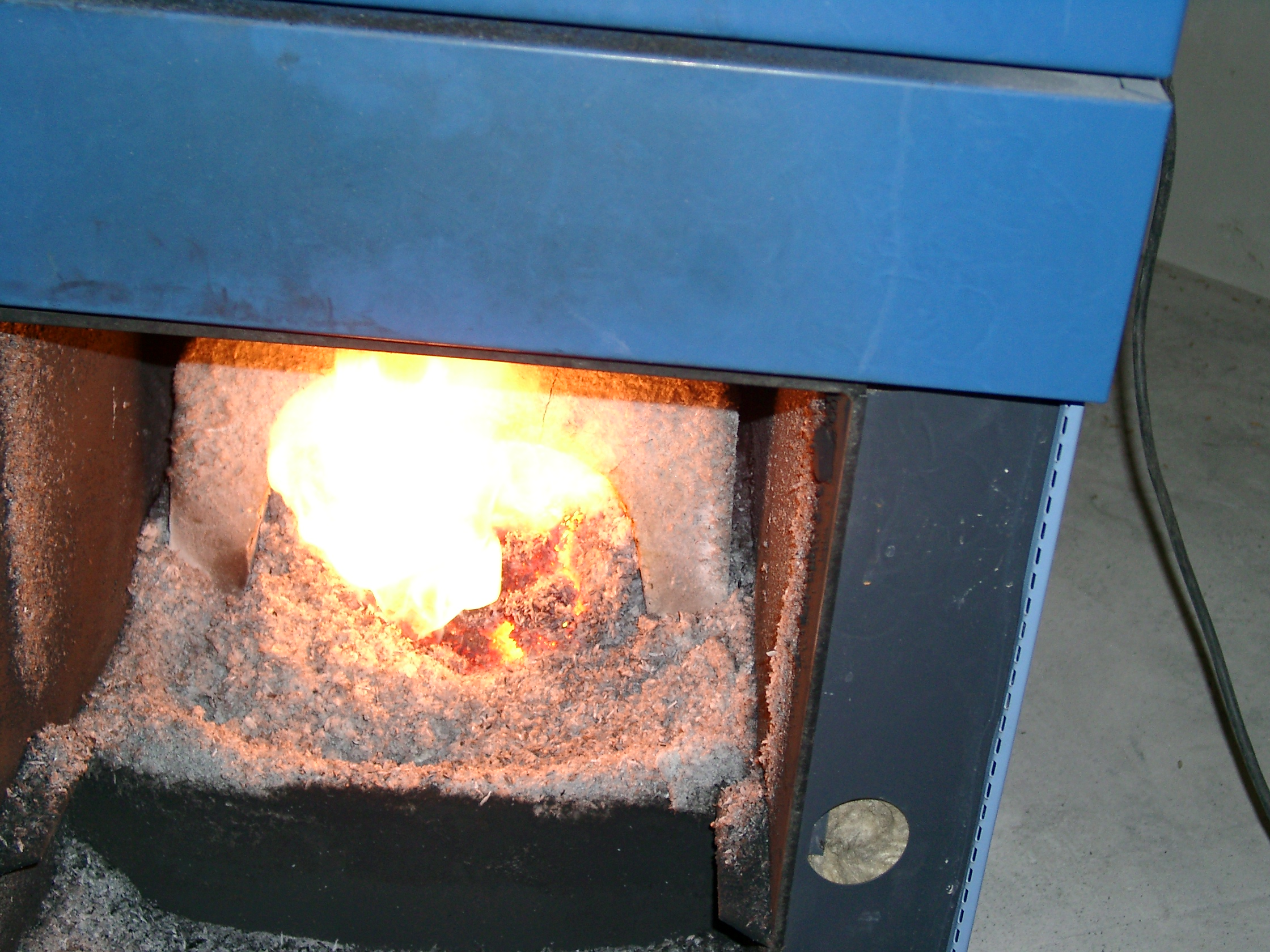
Feuer einer mit Hafer betriebenen Getreideheizung, deutlich zu erkennen die lockere, kaum verschlackte Asche

Die Verfeuerung von Getreide erfordert spezielle Anlagen, da Getreide sich von konventionellen Bioenergieträgern wie Holz unterscheidet.  Es werden entweder gängige Verbrennungsanlagen eingesetzt, die auf Holz oder ähnliche Brennstoffe ausgelegt sind, oder neuartige, an den Brennstoff Getreide angepasste Anlagen.
Für ein möglichst vollständiges Verbrennen von Getreide sind hohe Verbrennungstemperaturen erforderlich. Das führt jedoch dazu, dass die Asche wegen ihres niedrigen Schmelzpunkts versintert und Schlacken bildet. Der Verschlackung kann durch die Zugabe von kalkhaltigen Zuschlagstoffen begegnet werden, die den Ascheschmelzpunkt erhöhen, aber auch die anfallende Aschemenge vergrößern (bei 0,5 bis 2 Gewichtsprozent Kalk im Brennstoff um bis zu 60 % erhöhte Aschemengen). Eine andere Möglichkeit stellt die Kombination von Getreide mit anderen Brennstoffen dar, wie zum Beispiel Hackschnitzeln. Dies ermöglicht auch eine Verfeuerung in konventionellen Anlagen, die für eine vollständige Beschickung mit Getreide technisch ansonsten ungeeignet sind.
Alle Anlagen befördern das Brenngut mittels Förderschnecken oder Saugleitungen in die Brennkammer, wodurch eine kontinuierliche Zufuhr des Brennstoffs und ein gleichbleibender Ablauf des Verbrennungsprozesses gewährleistet ist. Zumeist werden gekühlte Unterschubfeuerungen und Muldenfeuerungen eingesetzt, aber auch Rostfeuerungen (mit bewegtem Rost). Häufig finden Pufferspeicher Verwendung, die eine spätere Nutzung der Wärme erlauben. In einigen Bundesländern sind sie vorgeschrieben. Aufgrund des relativ hohen Asche- und Schlackeanfalls ist die regelmäßige Abfuhr von Brennresten erforderlich. Dieses findet teilweise automatisiert statt.

### Mögliche Brennstoffe
Zur Verbrennung können alle geläufigen Getreide verwendet werden. Spelzgetreide wie Gerste und Hafer zeichnen sich bei der Verbrennung durch relativ hohe Ascheschmelzpunkte (≈ 1200 °C) im Vergleich zu Nacktgetreiden wie Weizen bzw. Triticale (≈ 700 °C/800 °C) aus, was die Verschlackung deutlich reduziert, zugleich fällt jedoch mehr Asche an.

### Umweltaspekte
(siehe auch Artikel Bioenergie)

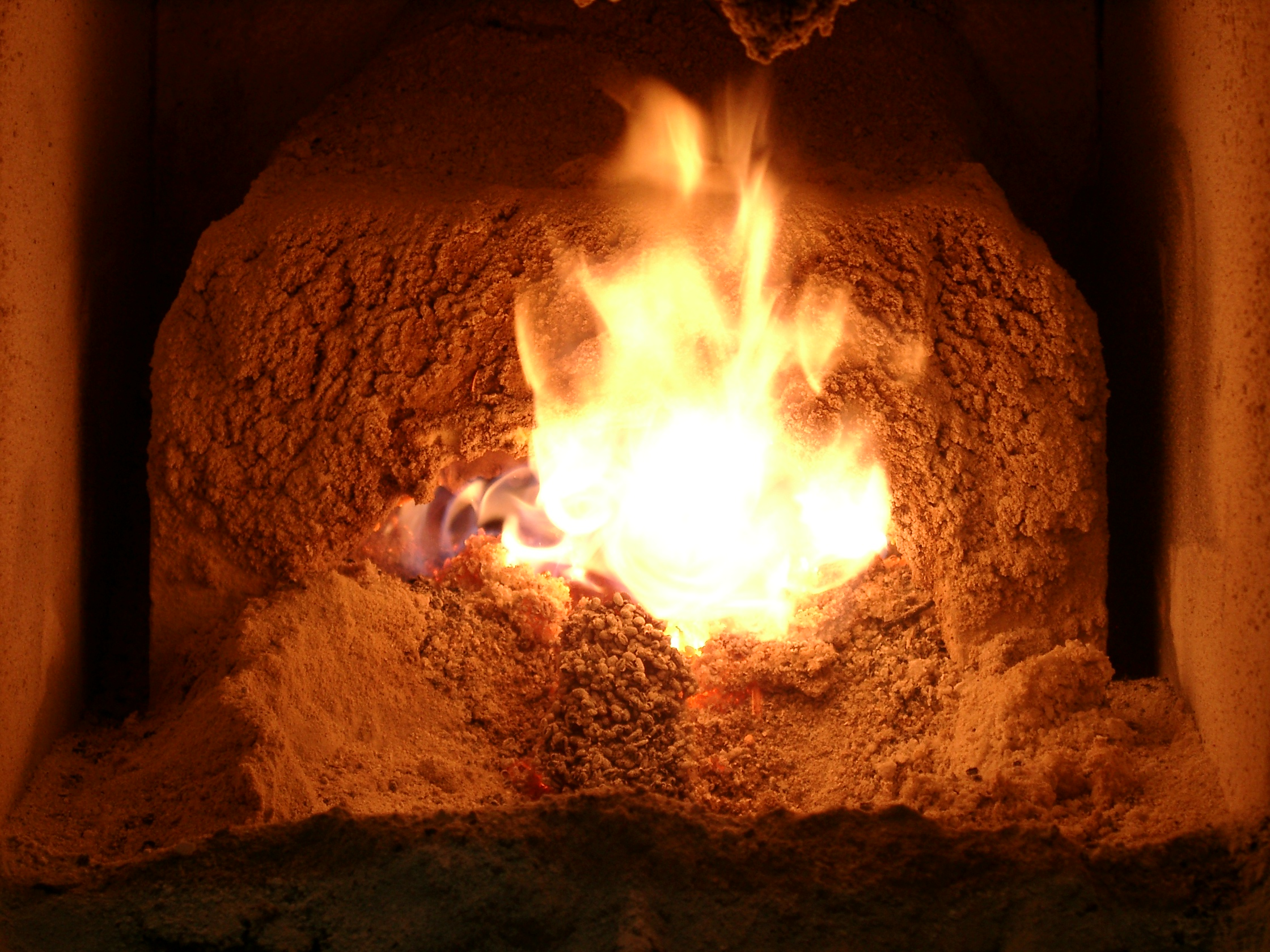
Blick in den Kessel einer Getreideheizung

Wie bei allen biogenen Brennstoffen ist bei Getreide der CO2-Kreislauf geschlossen, was die Emission von Treibhausgasen minimiert. Die Verwendung in dezentralen Feuerungsanlagen vermeidet zudem den hohen Transportaufwand zentraler Großanlagen. Die Verwendung minderwertiger, nicht marktfähiger Getreidequalitäten als Brennstoff erscheint als sinnvolle Alternative zu anderen Entsorgungsmöglichkeiten.
Im Vergleich zur Nutzung anderer Brennstoffe wie Heizöl oder Holz sind die Emissionen aus dem Verbrennungsvorgang teilweise um ein Mehrfaches erhöht. Insbesondere Staub, Kohlenmonoxid (CO) und Stickstoffoxide sowie Chlor- und Schwefelverbindungen belasten die Abluft. Die Staubemissionen können hauptsächlich durch zusätzliche Staubabscheider, Filter und Entstaubungseinrichtungen des Brennstoffs und des Rauchgases verringert werden. Die Optimierung der Verbrennungstechnik (gestufte Verbrennung und Durchmischung des Gasstroms in der Nachbrennkammer) reduziert die NOx- und CO-Emissionen erheblich, so dass bei entsprechender technischer Optimierung die Grenzwerte des Immissionsrechts eingehalten werden. Praxisreife technische Lösungen zur Emissionsminderung bei den nicht von der 1. BImschV (Verordnung zur Durchführung des Bundes-Immissionsschutzgesetzes) geregelten Schadstoffen Chlor und Schwefel stehen für Kleinfeuerungsanlagen allerdings noch aus.
Bei der – derzeit nicht praktizierten – Produktion von Getreide speziell für die Verfeuerung könnten Stickoxidemissionen verringert werden, indem die Stickstoffgehalte im Getreidekorn durch verringerte Düngung oder Züchtung proteinarmer Getreidesorten reduziert werden. Die Bundesländer Bayern, Thüringen und Sachsen haben entsprechende Einschränkungen bei der Erteilung von Ausnahmegenehmigungen in die Anforderungskataloge   aufgenommen. So darf in Bayern und Thüringen vor dem Anbau von Getreide zur Verbrennung ein Jahr lang kein chloridhaltiger Dünger ausgebracht worden sein. In Sachsen müssen Grenzwerte für den Stickstoffgehalt im Brenngut eingehalten werden.

## Rechtliche Situation

### Deutschland

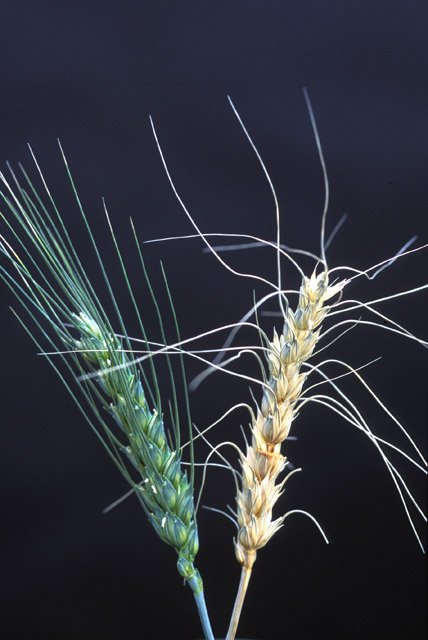
Gesunder (links) und mit Fusarium infizierter, nicht mehr lebensmittelfähiger Weizen

Die Nutzung von Getreide als Brennstoff ist in Deutschland in Anlagen ab einer Feuerungswärmeleistung von 100 kW genehmigungspflichtig. Maßgeblich sind die 4. BImSchV und die Technische Anleitung zur Reinhaltung der Luft (TA Luft). Getreideheizungen mit weniger als 100 kW Leistung – wie Heizanlagen für Einzelwohnungen und kleinere Mehrfamilienhäuser – werden durch die 1. BImSchV (Verordnung über kleine und mittlere Feuerungsanlagen) geregelt. Das Bundeskabinett und der Bundestag haben die Neufassung der 1. BImschV am 3. Dezember 2009 endgültig beschlossen. Sie tritt nach einer 7-wöchigen Übergangsfrist in Kraft. Bisher war Getreide für diese Anlagengröße nicht als sogenannter Regelbrennstoff zugelassen. Einzelne Bundesländer erteilten Ausnahmegenehmigungen. Mit der novellierten 1. BImSchV wird nicht als Lebensmittel geeignetes Getreide in den Katalog der Regelbrennstoffe aufgenommen und ist daher künftig auch in Kleinanlagen zulässig. Verwendet werden darf demnach „nicht als Lebensmittel bestimmtes Getreide wie Getreidekörner und Getreidebruchkörner, Getreideganzpflanzen, Getreideausputz, Getreidespelzen und Getreidehalmreste sowie Pellets aus den vorgenannten Brennstoffen“. Die Verwendung ist eingeschränkt auf automatisch beschickte Anlagen, die für diesen Brennstoff zugelassen sind. Außerdem dürfen nur landwirtschaftliche Betriebe und verwandte Branchen Getreideverbrennung praktizieren.
Für die Emissionen von Getreidefeuerungsanlagen gelten die gleichen Werte wie für die Nutzung von Brennholz, nämlich 0,10 g Staub/m³ und 1,0 g CO/m³ bei bis 2014 errichteten Anlagen. Ab 2015 gelten als Grenzwerte 0,02 g Staub/m³ und 0,4 g CO/m³.

### Österreich
Auch in Österreich war Getreide bisher kein zugelassener Brennstoff. Die Gesetzgebung liegt auf Grund einer Vereinbarung zwischen Bund und Ländern im Sinne des Art 15a B-VG bei den Landesgesetzgebern, der Betrieb von Getreidefeuerungsanlagen wird in den bundesländerspezifischen Bautechnikverordnungen geregelt. Die Zulassung von solchen Anlagen ist in der Regel an den Nachweis der Einhaltung von Emissionsgrenzwerten und Wirkungsgraden gebunden. Dies kann Probleme bereiten, da die entsprechenden Grenzwerte sich an automatischen Holzfeuerungen orientieren, die z. B. deutlich niedrigere Stickoxid-Emissionen aufweisen. Nur in der Steiermark können weitere Brennstoffe per Verordnung zugelassen werden, die jeweiligen Grenzwerte orientieren sich an den „örtlichen Verhältnissen und der Beschaffenheit der verwendeten Brennstoffe“.
Eine anstehende Gesetzesreform soll die derzeitige Situation ändern. Sie würde Getreidekörner als „Sonstigen standardisierten biogenen Brennstoff“ definieren. Bereits im Vorhinein normierte das österreichische Normungsinstitut „Energiekorn“ am 1. Oktober 2006 in der Vornorm ÖNORM M 7139 und definierte so die genauen Anforderungen an Getreide als Brennstoff.

## Ökonomische Aspekte
Während Minder- und Auswurfgetreide aufgrund ihrer Wertlosigkeit als Lebensmittel ausgesprochen günstige Brennstoffe darstellen, ist die Erzeugung von Energie durch lebensmittelfähiges Getreide nur bei niedrigen Preisen für Getreide bei zugleich hohen Heizenergiepreisen konkurrenzfähig. Speziell zum Zweck der Verbrennung erzeugtes „Energiekorn“, das auch über züchterische Bemühungen optimiert werden und mit verringertem Aufwand (z. B. mit verringerten Dünge- und Pflanzenschutzmaßnahmen) angebaut werden könnte, würde die Gestehungskosten weiter senken.
Deutlich höher im Vergleich zu Heizöl, dem am meisten verbreiteten Brennstoff[Quelle?], sind derzeit noch die Investitionskosten. Während eine Heizölanlage im Mittel für rund 7000 Euro betriebsfähig ist, kostet eine Getreidefeuerungsanlage rund 18.000 Euro, wenngleich zu berücksichtigen ist, dass die Preisspanne von gleichwertigen Anlagen um bis zu 100 % schwanken kann. Auch die laufenden Kosten sind bei einem solch kleinen Modell noch bis zu 20 % höher (3120 € Heizöl, 3730 € Getreide), sie reduzieren sich aber im Verhältnis mit zunehmender Leistungsfähigkeit. Bei großen Modellen (> 75 kW) erweisen sich Getreideheizungen im laufenden Betrieb als gleich teuer bzw. günstiger als Heizölanlagen (100 kW: 13.860 € Heizöl, 12.450 € Getreide).
Diese Kompensation erfolgt allein über den Brennstoffpreis, der nur halb so hoch ist wie der von Heizöl, bei Minderpartien sogar gegen Null sinkt und dann auch Kleinstanlagen bis 25 kW wirtschaftlich werden lässt (Stand: 2006). Wirtschaftlich besonders günstig ist der Einsatz von Mindergetreide in Feuerungen mit höherer Anlagenleistung (25 bis 100 kW), da sich hier der Anteil der (niedrigen) Brennstoffkosten an den laufenden Kosten vergrößert.

## Getreideverbrennung außerhalb des deutschsprachigen Raums
Die Verwendung von Getreide als Brennstoff ist bisher weitgehend auf Deutschland, Österreich und Dänemark beschränkt. Wichtige Rahmenbedingungen für die Verbreitung der Getreideverbrennung sind hohe Energiepreise, niedrige Preise für Getreide (oder ein ausreichender Anfall niedrigpreisigen Mindergetreides) sowie Rechtssicherheit für die Nutzung des Brennstoffs.
In Dänemark begünstigten (im Vergleich zu Deutschland) sehr hohe Heizenergiepreise sowie das Fehlen von Abgasnormen für Feuerungsanlagen die rasche Verbreitung von Getreideverbrennungsanlagen seit den 1990er Jahren. Im Jahr 2002 waren hier bereits über 10.000 entsprechende Anlagen in Betrieb (im Vergleich zu rund 100 in Deutschland zur gleichen Zeit).

## Politische Positionen
Gegen den Einsatz von Getreide als Brennstoff sind mehrfach Bedenken erhoben worden. Kritisiert wurde dabei vor allem der Gebrauch eines Lebensmittels als Energieträger. Die unterschiedlichen Positionen greifen dabei über die Parteien hinweg. Während die Evangelische Kirche von Westfalen in einer gemeinsamen Erklärung mit den Bistümern Münster, Paderborn und Essen zum Erntedankfest 2006 die Verbrennung als „Abwertung des täglichen Brotes und der Arbeit der Landwirte“ kritisierte, zeigten sich andere Stimmen in der evangelischen Kirche eher befürwortend, sie veranschlagen auch ein klimaschützendes Potential, das helfe, die Schöpfung zu bewahren.
Der BUND kritisiert, dass eine solche Nutzung einer „Landnutzung von morgen“ entgegenstehe und konstatiert, das „[…] Verbrennen eines in der Menge völlig am Markt vorbei produzierten Lebensmittels wie Getreide […] ist agrarpolitisch eine Bankrotterklärung“.
Grundsätzlich wird seitens des Gesetzgebers versucht, ethischen Einwänden durch die Beschränkung auf Minder- und Auswurfgetreide gerecht zu werden. So gilt die Einordnung von Getreide als Regelbrennstoff für Kleinfeuerungen ausschließlich für Getreide, das nicht als Lebens- und Futtermittel genutzt werden kann.

## Nachweise
- Heizen mit Getreide – und was man darüber wissen muss. In: KTBL, Kuratorium für Technik und Bauwesen in der Landwirtschaft, Fachagentur Nachwachsende Rohstoffe, Heft 74, 2007, ISBN 978-3-939371-50-2.